# PcP
PcP. er en industrivirksomhed med speciale i udvikling og fremstilling af gitterriste og sikkerhedsriste i stål og aluminium. Hovedsædet ligger i Vildbjerg, Midtjylland og beskæftiger ca. 100 medarbejdere. PcP. A/S er grundlagt i 1927 af Peder Chr. Pedersen og i 1954 bliver sønnen Peder Fahrsen Pedersen ansat i sin fars forretning og virksomheden “P. Chr. Pedersen & Søn · Jern- og metalvarefabrik” som producerer sine første gitterriste - 4 stk. til Nøvlings nye skole. PcP. A/S er moderselskabet i PF Group med produktions- og salgsselskaber i flere europæiske lande samt USA og Singapore.